# حرب المئة عام الثانية

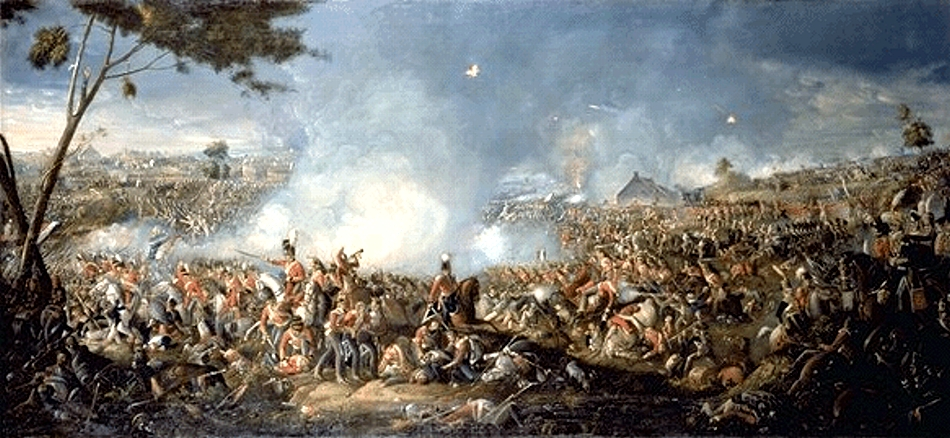
معركة ووترلو, 1815

حرب المئة عام الثانية هي جملة يشير إليها المؤرخين لكى يصفوا سلسلة من الصراعات العسكرية بين المملكة العظمى البريطانية وبين فرنسا التي حدثت بينهم بين 1689 إلى 1815. مثل حرب المئة عام الأول, هذا الجزء لا يشار إليه على أنه حدث عسكري مستقل ولكن حالة حرب عامة بين دولتين عظمتين. استخدام الجملة يشير إلى الصراعات التي تمت بينهم بين فرنسا وبين القوة العظمى المملكة البريطانية. كانت حرب على مر المستقبل وبين مستعمرات كل بلد.
الحروب المختلفة بين الدولتين كانت خلال القرن الثامن عشر وتضمنت عادة الدول الأوروبية الأخرى التي كانت في اتحاد مع هولاء الدول.

## خلفية
كما في حرب المئة عام، لا يصف هذا المصطلح حدثًا عسكريًا واحدًا بل حالة حرب عامة ومتواصلة بين المتحاربين الرئيسيين. يصف هذا المصطلح عمومًا تداخل الحروب التي كونت التنافس بين فرنسا وبريطانيا على القوة العالمية. كانت حرب المئة عام تنازعًا على مستقبل الإمبراطوريتين الاستعماريتين.
بقيت الدولتان عدوتان بثبات على الرغم من تطور هويتيهما القومية على نحو كبير. لم تكن بريطانيا العظمى دولة واحدة حتى عام 1707، وكانت قبل ذلك مملكتين منفصلتين هما بريطانيا واسكتلندا، على الرغم من وجود تاج واحد ومؤسسة عسكرية مشتركة. في عام 1801، توحدت بريطانيا ومملكة إيرلندا لتشكيل المملكة المتحدة. شهدت الفترة أيضًا حكم فرنسا من قبل سلالة بوربون بالإضافة إلى أنظمة الثورة الفرنسية والإمبراطورية الأولى.
شملت الحروب بين الدولتين خلال القرن الثامن عشر دولًا أوروبية أخرى في تحالفات ضخمة. عارضت فرنسا وبريطانيا بعضهما دائمًا، باستثناء حرب التحالف الرباعي إذ كانتا مرتبطتين من خلال الحلف الإنكليزي الفرنسي. اعتبرت بعض الحروب بينهما حروبًا عالمية -مثل حرب السنوات السبع- وشملت معاركًا في المستعمرات النامية في الهند والأمريكيتين وطرق الشحن البحرية حول العالم.

## الحروب

### البداية: 1688-1714
بدأت سلسلة الحروب بتولي الهولندي ويليام الثالث عرش إنجلترا في ثورة عام 1688. سعى أسلافه من عائلة ستيوارت إلى إقامة علاقات ودية مع لويس الرابع عشر. تجنب جيمس الأول وتشارلز الأول -كلاهما من البروتستانت- التدخل قدر الإمكان في حرب الثلاثين عامًا، بينما دعم تشارلز الثاني وجيمس الثاني المتحول للكاثوليكية نشاط لويس الرابع عشر في حربه ضد الجمهورية الهولندية.
لكن ويليام الثالث سعى إلى معارضة النظام الكاثوليكي للويس الرابع عشر ونصب نفسه بطلًا للبروتستانت. استمرت التوترات في العقود التالية، والتي دعمت فرنسا من خلالها حركة اليعاقبة التي سعت للإطاحة بعائلة ستيوارت لاحقًا وبعائلة هانوفر بعد عام 1715.

### المستعمرات: 1744-1783
بعد وليام الثالث، تحول صراع فرنسا وبريطانيا من الدين إلى الاقتصاد والتجارة: تنافست الدولتان على الهيمنة الاستعمارية في الأمريكيتين وآسيا. كانت حرب السنوات السبع واحدةً من أعظم الصراعات وأكثرها حسمًا. كان تحالف فرنسا مع المستعمرين في الحرب الثورية الأمريكية ضد بريطانيا ودعمها لهم ناجحًا في تقويض الهيمنة الاستعمارية البريطانية في أمريكا الشمالية، لكن الديون الناجمة عن هذا الصراع زرعت البذور الاقتصادية للثورة الفرنسية بعد ذلك بوقت قصير.

### الثورة والإمبراطورية: 1792-1815
استمر التنافس العسكري الفرنسي مع المعارضة البريطانية للثورة الفرنسية والحروب التي تلتها مع الجمهورية الفرنسية الجديدة أولًا ثم مع إمبراطورية نابليون. تلت هزيمة نابليون عام 1814 تنازله عن الحكم ونفيه، لكنه هرب في السنة التالية ليبدأ حرب المئة يوم. انتهت هذه الحرب بهزيمته العسكرية الكارثية في معركة واترلو حيث واجه قوة تحالف قادها دوق ولينغتون. أنهت الحروب النابليونية النزاعات المتكررة بين فرنسا وبريطانيا بشكل فعال. لكن هدف بريطانيا وحلفائها المتمثل بإعادة الحكم الملكي البوربون الفرنسي في معاهدة باريس ومؤتمر فيينا لاحقًا -والذي سعى لمنع حدوث ثورات أخرى في أوروبا- فشل في النهاية مع الثورات عام 1848 اللاحقة.